# Сабатло
Сабатло (груз. საბათლო) — село в Грузії.
За даними перепису населення 2014 року в селі проживає 391 осіб.